# Munición merodeadora

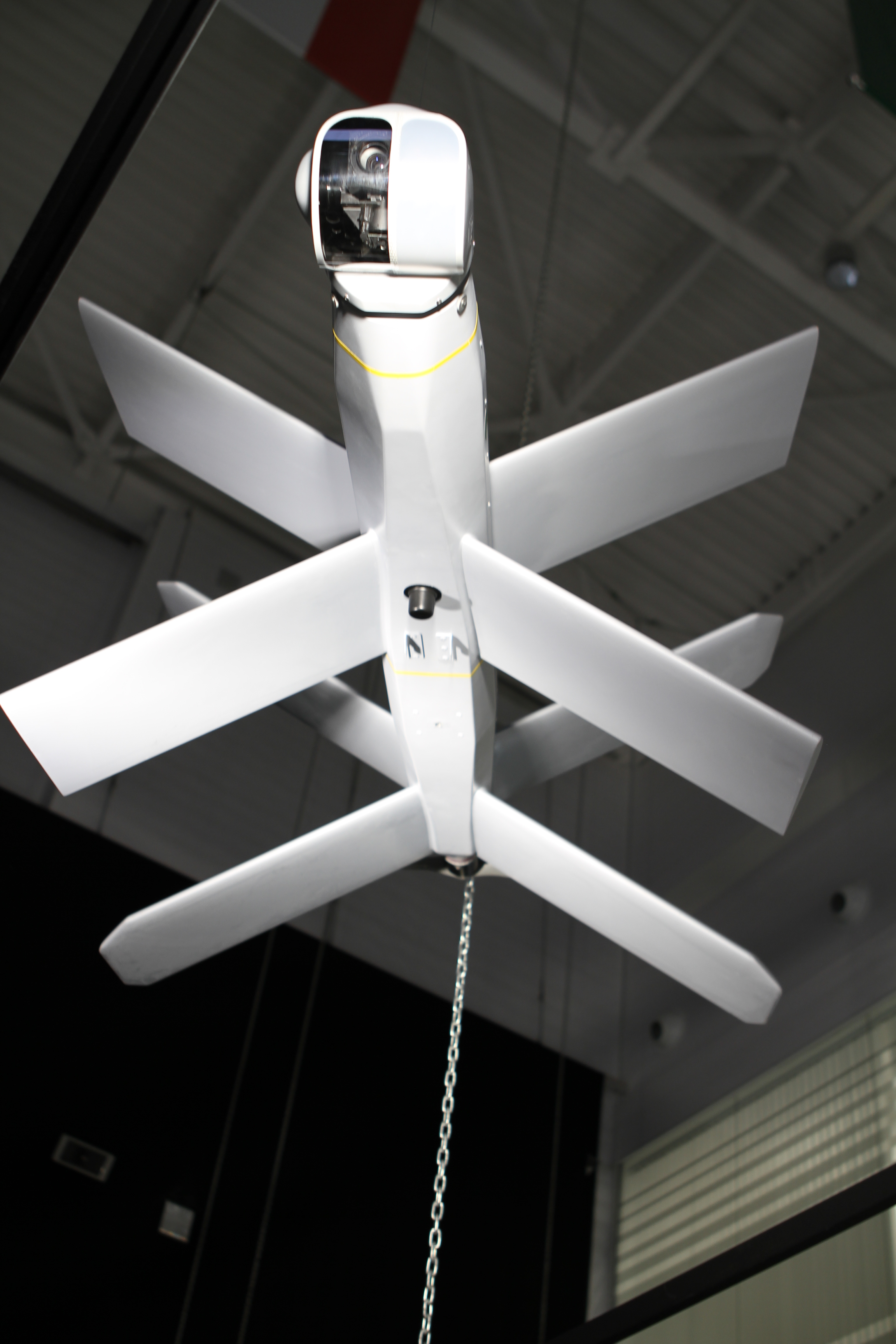
ZALA Lancet, munición merodeadora rusa.

Una munición merodeadora (también conocida como dron suicida o drone kamikaze) es una categoría de sistema de armas aéreas en la que la munición espera pasivamente alrededor del área objetivo durante algún tiempo y ataca solo una vez que se localiza un objetivo. Las municiones merodeadoras permiten tiempos de reacción más rápidos contra objetivos ocultos que emergen durante períodos breves sin colocar plataformas de alto valor cerca del objetivo área, y también permitir una orientación más selectiva, ya que el ataque se puede abortar fácilmente. Las municiones merodeadoras encajan en el nicho entre los misiles de crucero y los vehículos aéreos de combate no tripulados (UCAV), compartiendo características con ambos. Se diferencian de los misiles de crucero en que están diseñados para merodear durante un tiempo relativamente largo alrededor del área objetivo, y de los UCAV en que una munición merodeadora está destinada a gastarse en un ataque y tiene una ojiva incorporada. Como tales, también pueden considerarse un arma a distancia no tradicional.
Las armas de merodeo surgieron por primera vez en la década de 1980 para su uso en la función de supresión de defensas aéreas enemigas (SEAD) contra los misiles tierra-aire (SAM), y se desplegaron para la función SEAD en una serie de las fuerzas militares en la década de 1990. A partir de la década de 2000, las armas de merodeo se han desarrollado para funciones adicionales que van desde ataques de alcance relativamente largo y apoyo de fuego hasta sistemas tácticos de campo de batalla de muy corto alcance que caben en una mochila.

## Historia

### Primer desarrollo y terminología

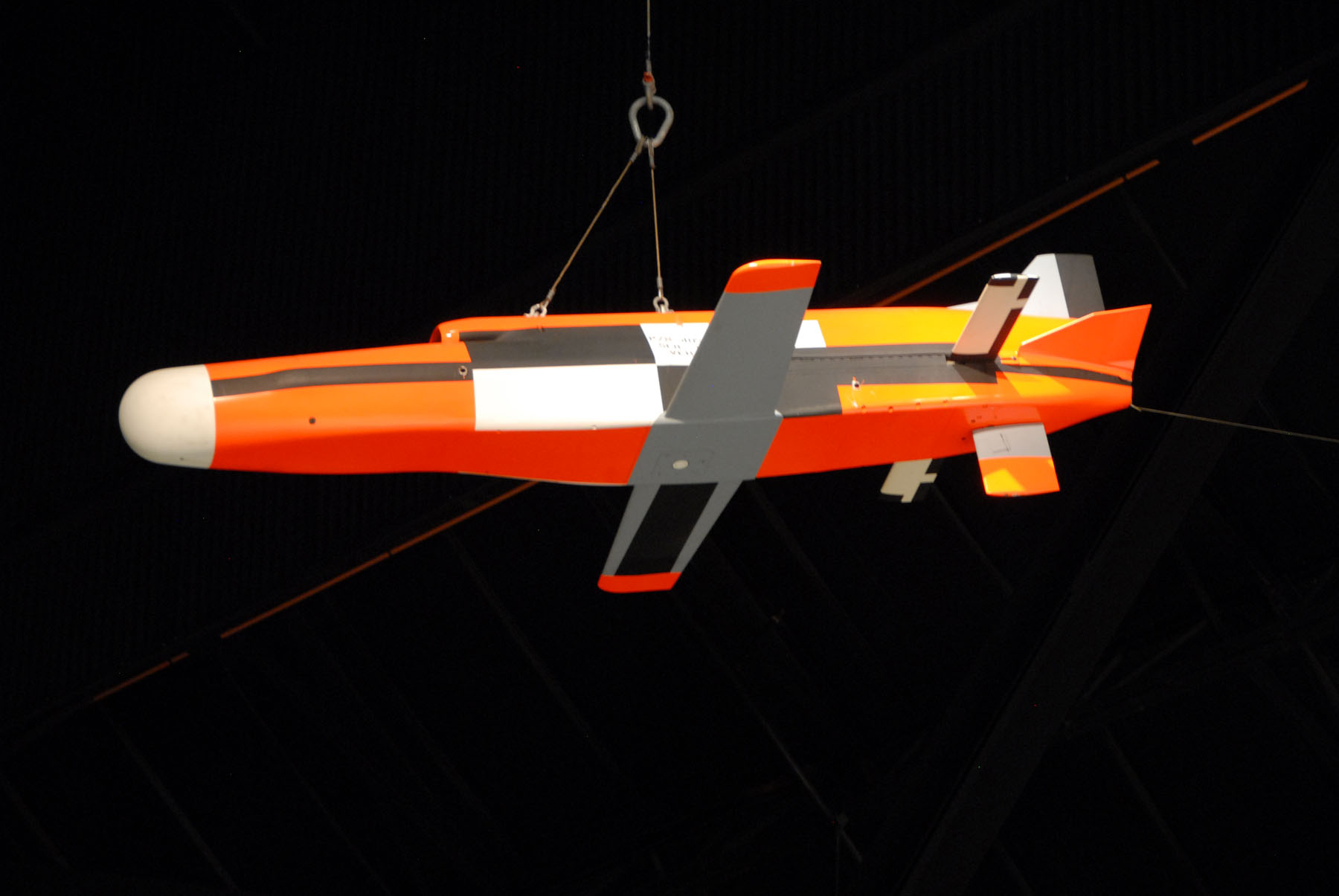
Northrop AGM-136 Tacit Rainbow en exhibición en el Museo Nacional de la Fuerza Aérea de EE. UU. en Dayton, Ohio

Inicialmente, las municiones merodeadoras no se denominaron como tales, sino como 'UAV suicidas' o 'misiles merodeadores'. Diferentes fuentes apuntan a diferentes proyectos como origen de la categoría de armas. Las variantes iniciales de Dalila israelíes de principios de la década de 1980 o el fallido programa estadounidense AGM-136 Tacit Rainbow son mencionados por algunas fuentes. Alternativamente, el IAI Harpy de fines de la década de 1980, que fue ampliamente exportado, es considerado por algunos como el primer sistema de munición merodeadora. Mientras que el Ababil-1 iraní se produjo en la década de 1980, pero se desconoce su fecha exacta de producción.

### Rol inicial en la supresión de defensa aérea enemiga

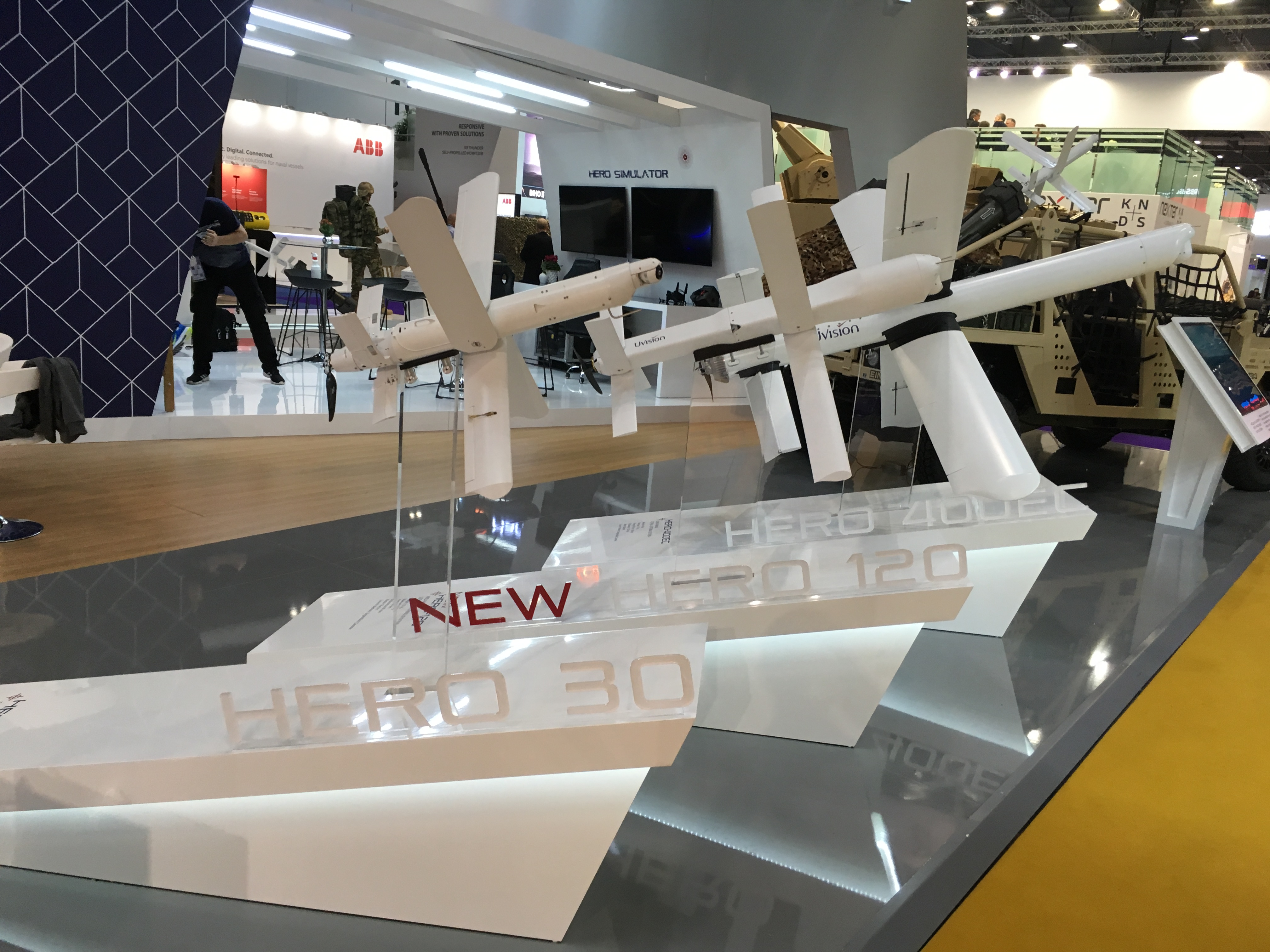
Municiones merodeadoras HERO (UVision Air Ltd, Israel), DSEI 2019, Londres

La respuesta a la primera generación de misiles tierra-aire de instalación fija (SAM) como el S-75 y el S-125 fue el desarrollo del misiles antiradar como AGM-45 Shrike y otros medios para atacar instalaciones SAM fijas, así como desarrollar doctrinas SEAD. La contrarrespuesta soviética fue el uso de SAM móviles como 2K12 Kub con el uso intermitente de radar. Por lo tanto, la batería SAM solo era visible durante un pequeño período de tiempo, durante el cual también era un amenaza significativa para los luchadores Wild Weasel de alto valor. En 1982 la Operation Mole Cricket 19 varios medios, incluidos UAV y señuelos Samson lanzados desde el aire, se utilizaron sobre áreas en las que se sospechaba que había SAM para saturar los SAM enemigos y atraerlos para activar sus sistemas de radar, que luego fueron atacados por misiles antirradiación.

### Otros roles

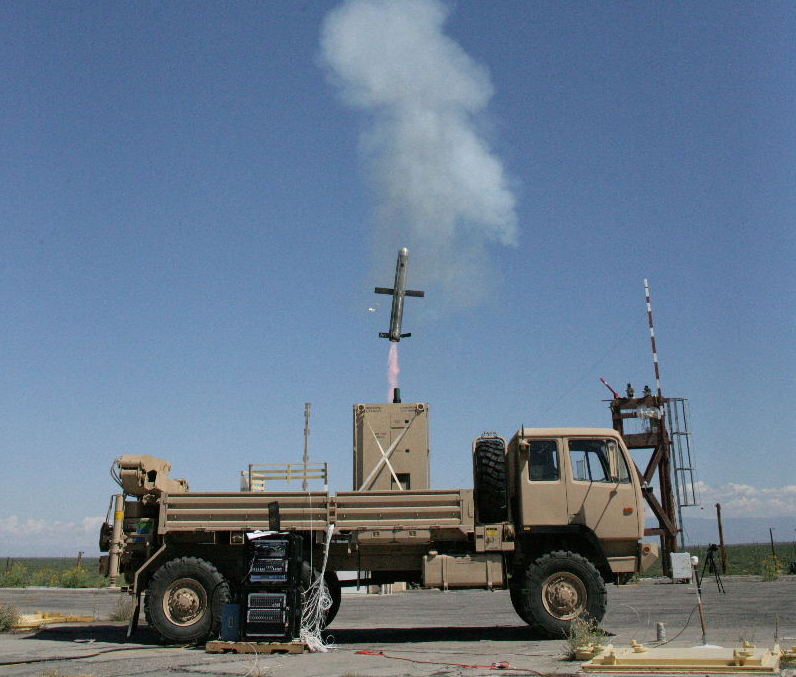
XM501 Prototipo estadounidense capaz de lanzar LAM (munición de ataque merodeador)

A partir de la década de 2000, se han desarrollado armas de merodeo para funciones adicionales más allá de la función SEAD inicial, que van desde ataques de alcance relativamente largo y apoyo de fuego hasta el uso táctico en el campo de batalla de muy corto alcance, como el AeroVironment Switchblade que se despliega en el pelotón nivelado y cabe en una mochila. Un uso documentado de municiones merodeadoras fue en el conflicto de Nagorno-Karabaj de 2016 en el que un IAI Harop utilizado contra un autobús que funcionaba como transporte de tropas para soldados armenios.

## Características

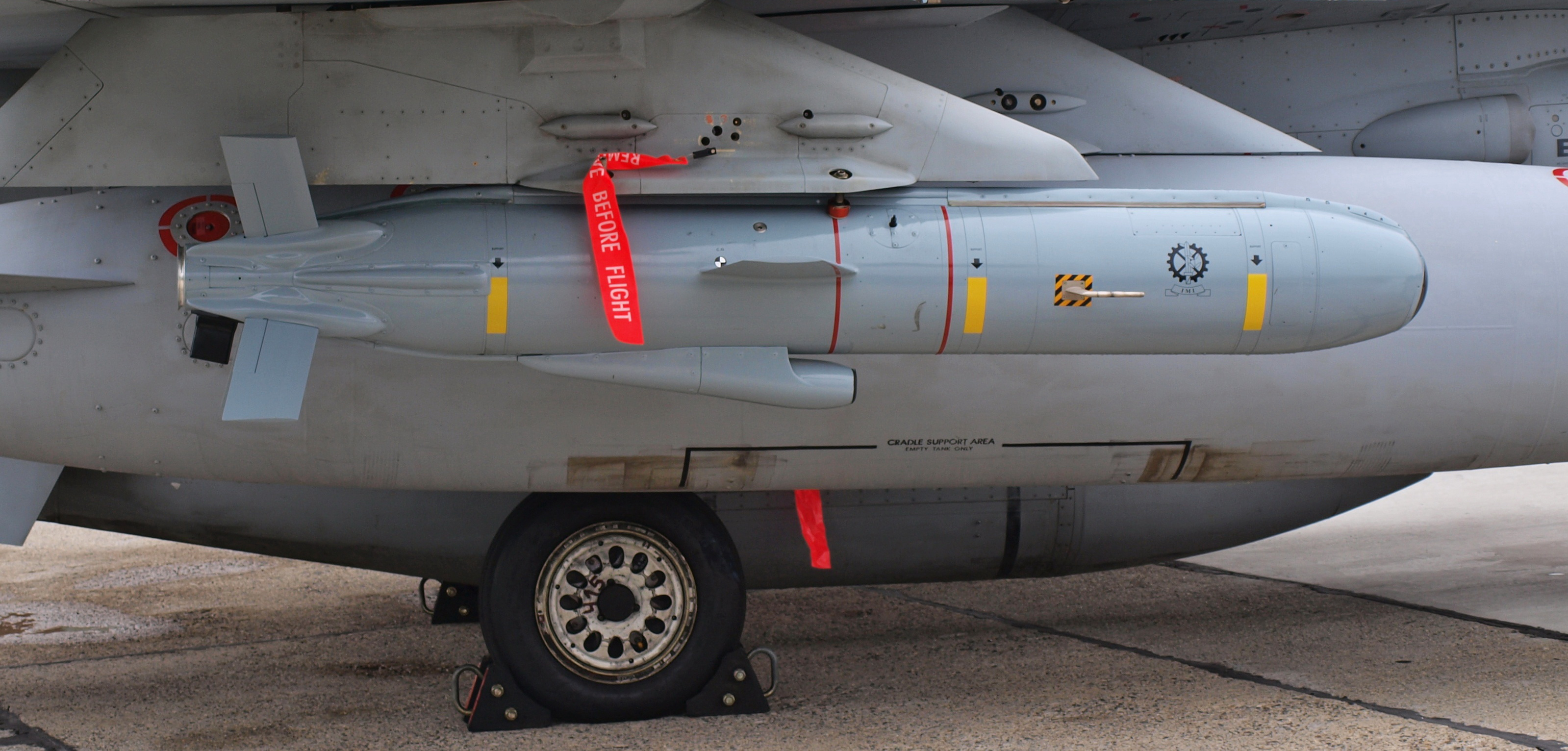
Munición merodeadora Delilah lanzada desde el aire, controlada por el Oficial de Sistemas de Armas

Las municiones merodeadoras pueden ser tan simples como un vehículo aéreo no tripulado (UAV) con explosivos adjuntos que se envían a una potencial misión "kamikaze", e incluso pueden construirse con cuadricópteros comerciales estándar, con explosivos atados.
Las municiones especialmente diseñadas son más elaboradas en cuanto a capacidades de vuelo y control, tamaño y diseño de ojivas y sensores integrados para localizar objetivos. Algunas municiones merodeadoras utilizan un operador humano para localizar objetivos, mientras que otras, como IAI Harop, pueden funcionar de forma autónoma buscando y lanzando ataques. sin intervención humana. Otro ejemplo es UVision Soluciones HERO: los sistemas de merodeo se operan de forma remota, se controlan en tiempo real mediante un sistema de comunicaciones y están equipados con una cámara electroóptica cuyas imágenes son recibidas por la estación de mando y control.
Algunas municiones merodeadoras pueden regresar y ser recuperadas por el operador si no se usaron en un ataque y tienen suficiente combustible; en particular, esto es característico de los UAV con capacidad explosiva secundaria. Otros sistemas, como el Delilah no tienen una opción de recuperación y se autodestruyen al abortar la misión.

## Usuarios y productores
A partir de 2022, las fuerzas armadas de varios países utilizan municiones merodeadoras, entre ellas: 
- Argentina: A fines de diciembre de 2022, Argentina compró municiones merodeadoras del tipo HERO 30 Y HERO 120 a la empresa israelí UVision Air.[33]
- Armenia: HRESH, BEEB 1800[34]
- Australia – Drone 40[35]
- Azerbaiyán – IAI Harpy, IAI Harop, Orbiter 1K,[7] SkyStriker, STM Kargu,[36][37] Qirği, Quzgün[38]
- Bielorrusia – UBAK-25 Chekan[39]
- China – IAI Harpy, CH-901, WS-43, ASN-301[40][41]
- España - Q-SLAM-40[42]
- Indonesia - Rajata[43]
- India – IAI Harpy, IAI Harop,[44][45] SkyStriker, Warmate, Trinetra, ALS-50,[46] Nagastra-1
- Irán – Shahed 131, Shahed 136, HESA Ababil-2, Raad 85, Arash- 2, Meraj-521 y posiblemente otros[47][48][49][50]
- Israel – IAI Harpy, IAI Harop, IAI Harpy NG, IAI Green Dragon, IAI Rotem L, Orbitador 1K, Delilah, SkyStriker,[51] Spike Firefly, Serie de municiones merodeadoras HERO, Lanius.[52]
- Lituania – Switchblade[53]
- Polonia – WB Electronics Warmate[54]
- Rusia – KUB-BLA ("Cubo"), ZALA Lancet,[55][56] Geran-1, Geran-2
- Serbia – Gavran[57]
- Singapur – IAI Harpy
- Corea del Sur – Devil Killer,[58][59] IAI Harpy
- Taiwán – NCSIST Chien Hsiang,[60] NCSIST Fire Cardinal[61][62]
- Turquía – IAI Harpy,[63] STM Kargu,[64] STM Alpagu,[65] Transvaro-Havelsan Fedai,[66] LENTATEK Kargı,[67] Roketsan-STM Alpagut[68][69]
- Turkmenistán – SkyStriker
- Emiratos Árabes Unidos – QX-1,[70][71] Shadow 25/50,[72][73] RW-24[74]
- Reino Unido –Switchblade
- Estados Unidos – AeroVironment Switchblade, Phoenix Ghost, Raytheon Coyote,[75] HERO-120
- Ucrania – RAM II, Switchblade, ST-35 Silent Thunder, Phoenix Ghost, Warmate, HX-2[76]
- Marruecos – IAI Harop
- Yemen – (Houthis) – Qasef-1/2K,[77] Shahed 131, Shahed 136 , Samad-2/3